# Copa Máster de Supercopa 1994
La Copa Máster de Supercopa 1994 fue la segunda edición del torneo organizado por la Confederación Sudamericana de Fútbol. Iba a ser disputado por todos los equipos que se habían consagrado campeones de la Supercopa Sudamericana hasta entonces, pero tras la renuncia de Racing Club, Boca Juniors y São Paulo, solamente la terminaron jugando Cruzeiro, de Brasil, y Olimpia, de Paraguay. Asimismo, el certamen, que estaba previsto para mediados de 1994, debió ser postergado hasta marzo de 1995, sin modificarse el nombre de la edición.
El campeón fue Cruzeiro, luego de igualar sin goles en el partido de ida y ganar el partido de vuelta por la mínima diferencia. Gracias al título, disputó la Copa de Oro Nicolás Leoz 1995 ante São Paulo, vencedor de la Copa Conmebol 1994.

## Formato y equipos participantes
A diferencia de la edición anterior, y debido al escaso número de participantes, Conmebol determinó que el certamen no se desarrolle en una sede fija, por lo que los dos equipos se enfrentaron en partidos de ida y vuelta. En caso de empate, debían disputarse tiros desde el punto penal.
Los dos equipos que participaron fueron:
| País                    | Equipo   | Competición ganada                               |
| ----------------------- | -------- | ------------------------------------------------ |
| Brasil 1 participante   | Cruzeiro | Campeón de la Supercopa Sudamericana 1991 y 1992 |
| Paraguay 1 participante | Olimpia  | Campeón de la Supercopa Sudamericana 1990        |

### Distribución geográfica de los equipos
Distribución geográfica de las sedes de los equipos participantes:

## Resultados

### Ida
| 3 de marzo de 1995 | Olimpia | 0:0 | Cruzeiro | Estadio Defensores del Chaco, Asunción |  |
|                    |         |     |          | Árbitro(s): Alberto Tejada Noriega     |  |

### Vuelta
| 16 de marzo de 1995 | Cruzeiro         | 1:0 (0:0) | Olimpia | Estadio Mineirão, Belo Horizonte |                              |
|                     | Ramos 76' (pen.) |           |         | Árbitro(s): Javier Castrilli     | Árbitro(s): Javier Castrilli |

|            | POR        | William Andem        |       |
|            | DEF        | Rodrigo Silva        |       |
|            | DEF        | Júnior Paulista      |       |
|            | DEF        | Rogério Lourenço     |       |
|            | DEF        | Nonato               |       |
|            | MED        | Ademir               |       |
|            | MED        | Pingo                | Salió |
|            | MED        | Ricardinho           |       |
|            | MED        | Luís Fernando        | Salió |
|            | DEL        | Cleisson             |       |
|            | DEL        | Marcelo Ramos        |       |
| Entrenador | Entrenador | Carlos Alberto Silva |       |

|            | POR        | Claudio Arbiza      |       |
|            | DEF        | Virginio Cáceres    |       |
|            | DEF        | Enrique Saravia     |       |
|            | DEF        | Luis Neri Caballero |       |
|            | DEF        | Silvio Suárez       |       |
|            | MED        | Remigio Fernández   |       |
|            | MED        | Adolfo Jara Heyn    |       |
|            | MED        | Vidal Sanabria      |       |
|            | MED        | Francisco Esteche   | Salió |
|            | DEL        | Richart Báez        |       |
|            | DEL        | Adriano Samaniego   |       |
| Entrenador | Entrenador | Miguel Ángel Piazza |       |

|  | MED | Tiganá | Entró |
|  | DEL | Dinei  | Entró |

|  | MED | Jorge Luis Campos | Entró |

| Anotado · Penal | 76' | Marcelo Ramos | 1:0 |

|  |  |  |  |

| Árbitro | Javier Castrilli |

|            | POR        | William Andem        |       |
|            | DEF        | Rodrigo Silva        |       |
|            | DEF        | Júnior Paulista      |       |
|            | DEF        | Rogério Lourenço     |       |
|            | DEF        | Nonato               |       |
|            | MED        | Ademir               |       |
|            | MED        | Pingo                | Salió |
|            | MED        | Ricardinho           |       |
|            | MED        | Luís Fernando        | Salió |
|            | DEL        | Cleisson             |       |
|            | DEL        | Marcelo Ramos        |       |
| Entrenador | Entrenador | Carlos Alberto Silva |       |

|            | POR        | Claudio Arbiza      |       |
|            | DEF        | Virginio Cáceres    |       |
|            | DEF        | Enrique Saravia     |       |
|            | DEF        | Luis Neri Caballero |       |
|            | DEF        | Silvio Suárez       |       |
|            | MED        | Remigio Fernández   |       |
|            | MED        | Adolfo Jara Heyn    |       |
|            | MED        | Vidal Sanabria      |       |
|            | MED        | Francisco Esteche   | Salió |
|            | DEL        | Richart Báez        |       |
|            | DEL        | Adriano Samaniego   |       |
| Entrenador | Entrenador | Miguel Ángel Piazza |       |

|  | MED | Tiganá | Entró |
|  | DEL | Dinei  | Entró |

|  | MED | Jorge Luis Campos | Entró |

| Anotado · Penal | 76' | Marcelo Ramos | 1:0 |

|  |  |  |  |

| Árbitro | Javier Castrilli |

|                              |
|                              |
| Campeón Cruzeiro 1.er título |

## Estadísticas

### Goleador
| Jugador       | Club     | Goles |
| ------------- | -------- | ----- |
| Marcelo Ramos | Cruzeiro | 1     |